# Muszaki
Muszaki [muˈʃakʲi] (deutsch Muschaken) ist eine Ortschaft der Landgemeinde Janowo in Polen. Sie  gehört zum Powiat Nidzicki (Kreis Neidenburg) in der Woiwodschaft Ermland-Masuren.

## Lage
Muszaki liegt in der südlichen Mitte der Woiwodschaft Ermland-Masuren, 12 km östlich der Kreisstadt Nidzica (deutsch Neidenburg).

## Geschichte

### Ortsgeschichte
Der Hochmeister des Deutschen Ordens Winrich von Kniprode hat am 4. Oktober 1359 Muschaken (nach 1785 Muschacken)  gegründet. Bereits in vorreformatorischer Zeit war Muschaken ein Kirchdorf. Am 28. Mai 1875 wurde es außerdem Amtsdorf und damit namensgebend für einen Amtsbezirk (Preußen) im Kreis Neidenburg, der bis 1945 bestand und zum Regierungsbezirk Königsberg (ab 1905: Regierungsbezirk Allenstein) in der preußischen Provinz Ostpreußen gehörte.
Im Jahre 1903 rief Pfarrer Hans Ebel hier das überregional bedeutende und angesehene Knabenerziehungsheim Emmaus ins Leben.
617 Einwohner zählte Muschaken im Jahre 1910.
Im Ersten Weltkrieg gab es im Verlauf der Schlacht bei Tannenberg am 30. August 1914 bei Muschaken heftige Kämpfe. Eine Kompanie deutscher Soldaten konnte noch rechtzeitig verhindern, dass russische Kämpfer die Kirche in Brand setzten.
Aufgrund der Bestimmungen des Versailler Vertrags stimmte die Bevölkerung im Abstimmungsgebiet Allenstein, zu dem Muschaken gehörte, am 11. Juli 1920 über die weitere staatliche Zugehörigkeit zu Ostpreußen (und damit zu Deutschland) oder den Anschluss an Polen ab. In Muschaken stimmten 375 Einwohner für den Verbleib bei Ostpreußen, auf Polen entfielen keine Stimmen.
Die Zahl der Einwohner belief sich 1933 auf 575 und stieg bis 1939 auf 634.
Im Zweiten Weltkrieg wurde der Ort im Januar 1945 von sowjetischen Truppen besetzt und mitsamt der Kirche bis auf wenige Häuser zerstört.
In Kriegsfolge wurde Muschaken 1945 mit dem gesamten südlichen Ostpreußen an Polen überstellt. Das Dorf erhielt die polnische Namensform „Muszaki“ und ist heute – als Sitz eines Schulzenamtes (polnisch Sołectwo) – eine Ortschaft im Verbund der Landgemeinde Janowo im Powiat Nidzicki (Kreis Neidenburg), bis 1998 der Woiwodschaft Olsztyn, seither der Woiwodschaft Ermland-Masuren zugehörig.

### Amtsbezirk Muschaken (1874–1945)
Zum Amtsbezirk Muschaken gehörten bei seiner Errichtung sieben Landgemeinden bzw. Gutsbezirke:
| Deutscher Name   | Geänderter Name 1938 bis 1945 | Polnischer Name | Anmerkungen                        |
| ---------------- | ----------------------------- | --------------- | ---------------------------------- |
| Groß Grabowen    | Großeppingen                  | Grabowo         |                                    |
| Jägersdorf       |                               | Jagarzewo       |                                    |
| Klein Grabowen   | Kleineppingen                 | Grabówko        |                                    |
| Muschaken        |                               | Muszaki         |                                    |
| Sawadden         | Herzogsau                     | Zawady          |                                    |
| Schönau          |                               | Siemno          | 1929 nach Sawadden eingemeindet    |
| Wientzkowen      | Winsken                       | Więckowo        |                                    |
| ab 1883: Wilzken |                               | Wilczki         | 1893 nach Wientzkowen eingemeindet |

Am 1. Januar 1945 bildeten noch die sechs Gemeinden Großeppingen, Herzogsau, Jägersdorf, Kleineppingen, Muschaken und Winsken den Amtsbezirk Muschaken.

## Kirche

### Evangelisch

#### Kirchengebäude
Wann in Muschaken ein Kirchengebäude errichtet wurde, ist nicht bekannt. Anzunehmen ist eine Erbauung noch im 14. Jahrhundert. Sicher dagegen ist die Errichtung eines (zweiten?) Gotteshauses im Jahre 1750 durch die bestehende evangelische Kirchengemeinde. Es war ein massives Gebäude mit einem hölzernen Dachreiter. Die Orgel fertigte 1773 Johann Christoph Ungefug an. Die Kirche brannte am Abend des 9. März 1885 nieder, zunächst unbemerkt und ohne dass man aus dem in Flammen stehenden Gotteshaus noch irgendetwas hätte retten können. Es sollen Kinder den Brand ausgelöst haben, als sie beim Abendläuten im Turm zündelten.
An einen Neubau konnte zunächst aufgrund fehlender finanzieller Mittel nicht gedacht werden. Erst 1892 konnte damit begonnen werden, auf den Grundmauern der abgebrannten Kirche einen Neubau errichten. Am 15. November 1893 wurde dann die neuerbaute Kirche „in einer würdigen und beeindruckenden Feier eingeweiht“. Es handelte sich um ein Bauwerk in enger stilistischer Anlehnung an die Ordensarchitektur. Die Orgel – mit 18 klingenden Stimmen ausgerüstet – wurde vom Orgelbaumeister Gehlhar aus Hohenstein (polnisch Olsztynek) angefertigt.
Im Zweiten Weltkrieg wurde die Kirche mitsamt der meister Wohnhäuser in Muschaken zerstört. Ein Wiederaufbau des Gotteshauses seitens der evangelischen Kirche wurde verworfen. Weil sich in Muszaki hach 1945 zahlreiche polnische Neubürger ansiedelten, konnte das Dorf zu einer neuen – nunmehr römisch-katholischen – Pfarrei entwickelt werden. Auf den Mauern der einst evangelischen Kirche entstand ein neues und modernes Kirchengebäude.

#### Kirchengemeinde
Das Gründungsjahr der Kirche in Muschaken liegt im Dunkeln. Es dürfte im 14. Jahrhundert liegen, da in diese Zeit die Gründung des Dorfes fiel. Wann hier die Reformation Einzug hielt, ist ebenfalls nicht klar. Zu Beginn des 17. Jahrhunderts sind hier evangelische Geistliche nachweisbar. Eine zusätzliche Pfarrstelle wurde am 1. Oktober 1901 eingerichtet. Die Stelleninhaber hatte ihren Sitz im Kirchspielort Puchallowen (1936–1938 Windau, polnisch Puchałowo).
Bis 1945 war die Kirche Muschaken in den Kirchenkreis Neidenburg in der Kirchenprovinz Ostpreußen der Kirche der Altpreußischen Union eingegliedert. Nach der Zerstörung der Kirche und aufgrund von Flucht und Vertreibung der einheimischen Bevölkerung zerfiel nach 1945 die evangelische Gemeinde in Muschaken. Heute hier lebende evangelische Kirchenglieder orientieren sich zur Kirchengemeinde in Róg (Roggen), einer Filialgemeinde der Pfarrei Nidzica in der Diözese Masuren der Evangelisch-Augsburgischen Kirche in Polen.

#### Kirchspielorte
Bis 1945 gehörten zum evangelischen Kirchspiel Muschaken 26 Dörfer, Ortschaften und Wohnplätze:
| Deutscher Name                    | Geänderter Name 1938 bis 1945 | Polnischer Name |  | Deutscher Name | Geänderter Name 1938 bis 1945 | Polnischer Name |
| --------------------------------- | ----------------------------- | --------------- |  | -------------- | ----------------------------- | --------------- |
| *Camerau                          | Großmuckenhausen              | Komorowo        |  | *Reuschwerder  |                               | Ruskowo         |
| Eichwerder                        |                               | Trzciano        |  | *Roggen        |                               | Róg             |
| *Groß Grabowen                    | Großeppingen                  | Grabowo         |  | Sachen         |                               | Zachy           |
| Jägersdorf                        |                               | Jagarzewo       |  | *Saddek        | Gartenau                      | Sadek           |
| *Kaltenborn bis 1893: Zimmnawodda |                               | Zimna Woda      |  | *Sawadden      | Herzogsau                     | Zawady          |
| Klein Grabowen                    | Kleineppingen                 | Grabówko        |  | Schönau        |                               | Siemno          |
| Kozienitz                         | Sömmering                     | Kozieniec       |  | Springborn     |                               | Parowa          |
| Lomno                             |                               | Łomno           |  | *Ulleschen     |                               | Ulesie          |
| Mainaberg                         |                               |                 |  | *Wallendorf    |                               | Wały            |
| *Muschaken                        |                               | Muszaki         |  | *Wychrowitz    | Hardichhausen                 | Wichrowiec      |
| Pentzken                          | Kleinmuckenhausen             | Pęczki          |  | *Wientzkowen   | Winsken                       | Więckowo        |
| *Puchallowen                      | (ab 1936:) Windau             | Puchałowo       |  | Wolisko        | Schnepfenberge                | Wolisko         |
| *Rettkowen                        | Rettkau                       | Retkowo         |  | Wujewken       | Goldberg                      | Złota Góra      |

#### Pfarrer
An der Kirche in Muschaken amtierten als evangelische Geistliche die Pfarrer:
- NN., 1612
- Elias Wulpius, bis 1656
- Johann Riemer
- M. Trojan
- Paul Rybicki
- Jacob Augar, 1673–1686
- Reinhold Lehmann, 1686–1699
- Friedrich Wedecke, 1699–1706
- Johann Funck, 1706–1730
- Georg Ciala, 1726–1782
- Johann Theodor Ciala, 1773–1793
- Daniel Leipolz, 1793–1829
- Jacob Schiweck, 1816–1824

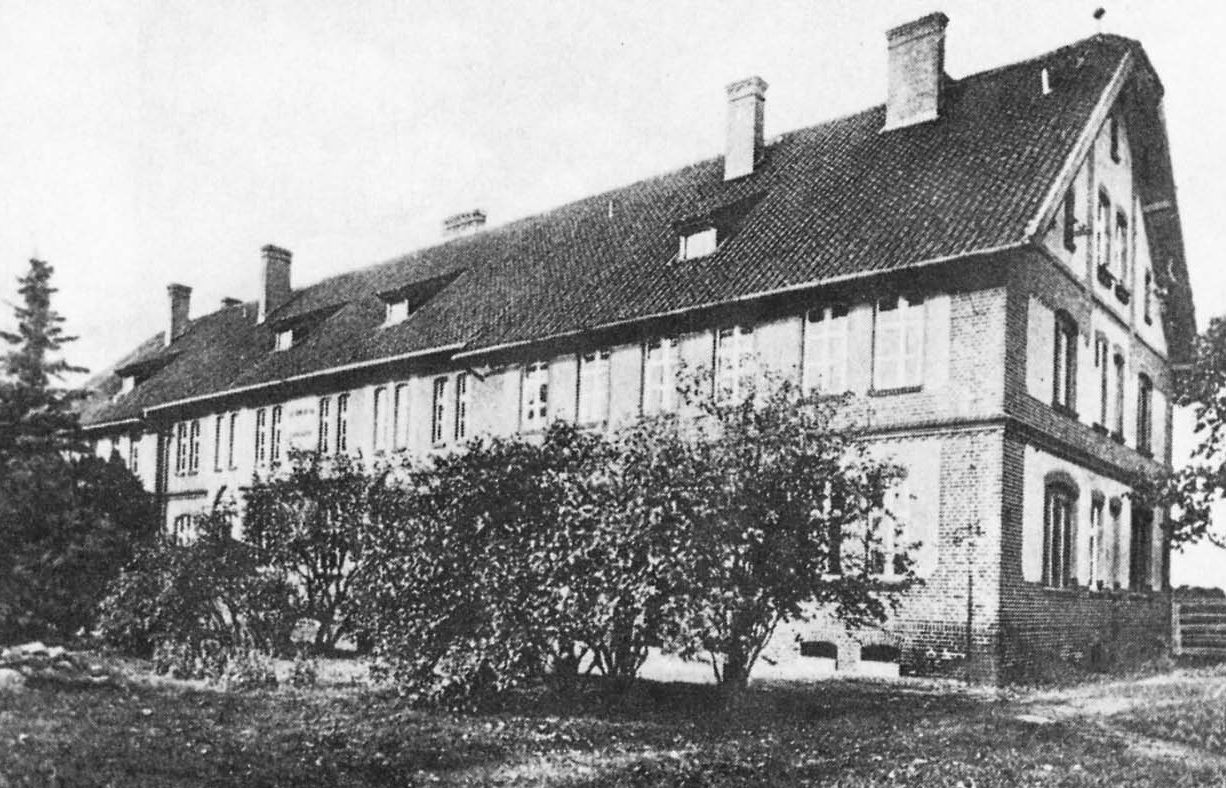
Knabenerziehungsheim Emmaus in Muschaken

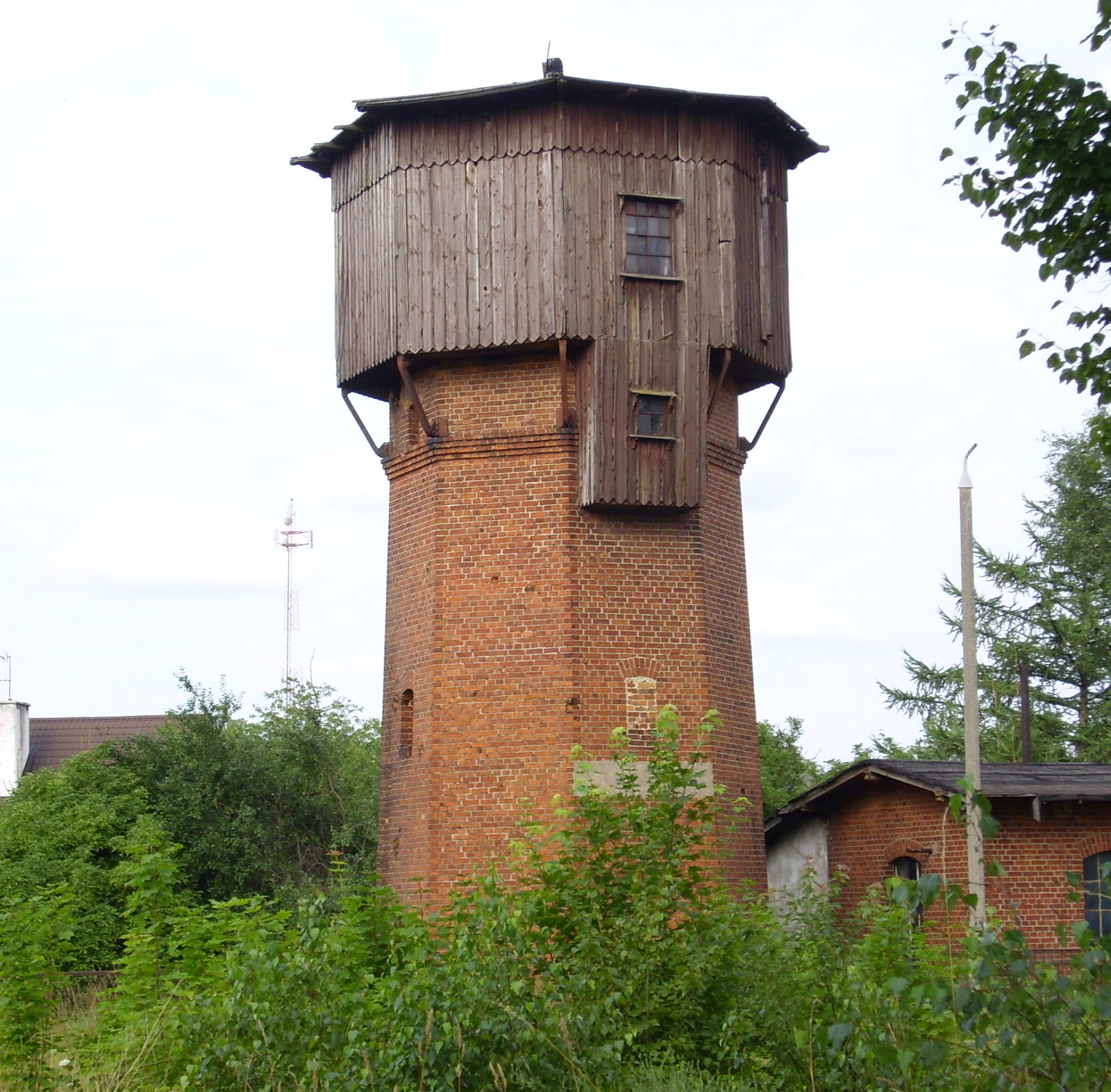
Der Wasserturm (Wieża ciśnień) in Muszaki

- Friedrich Leopold Montzka, 1830–1839
- Johann Wilhelm Grall, 1839–1866
- Friedrich (Heinrich Emil) Nikolaiski, 1867–1882[17]
- Gustav Agathon Harnoch, 1883–1890
- K.H. Ulrich Brzeczinski, 1890–1891
- Eduard Adolf Paul, 1891–1894
- Johann Michael Ebel, 1894–1920[17]
- Hans Georg Borchert, 1921–1927
- Karl Dotzeck, ab 1930
- Kurt Stachat, 1937–1945
- Siegfried Sonnenberg, bis 1941[18]

#### Knabenerziehungsheim Emmaus
Im Jahre 1903 wurde ein von Pfarrer Ebel initiierte Knabenerziehungsheim gebaut, das den Namen des biblischen Orts „Emmaus“ trug. Ursprünglich war das Heim für 21 Zöglinge vorgesehen, doch wuchs es im Laufe der Zeit auf fünf Häuser mit 80 Jungen im Alter von 6 bis 14 Jahren an, die hier Heimat und Ausbildung fanden. Nach Abschluss der Schule kamen die Kinder in die Lehre oder es wurde ihnen eine Arbeitsstelle in der Landwirtschaft vermittelt. Pfarrer Ebel leitete das Heim bis zu seinem Tode 1920. Danach übernahm der Hausvater und Lehrer Gustav Will die Leitung des Hauses.

### Römisch-katholisch
Vor 1945 lebten nur sehr wenige Katholiken in der Region Muschaken. Sie waren in die Kirche Neidenburg im Bistum Ermland eingepfarrt. Aufgrund der Neuansiedlung polnischer Bürger nach 1945 stieg die Zahl der Kirchenglieder, was die Kirchenleitung veranlasste, hier eine Kirche zu bauen und eine Pfarrei zu errichten. Die Kirche steht an der Stelle der vorher evangelischen Kirche, und die Gründung der Pfarrei geschah mit Datum vom 7. August 1972. Sie ist dem Dekanat Nidzica im Erzbistum Ermland zugeordnet und dem Hl.Laurentius gewidmet.

## Verkehr
Muszaki liegt an der verkehrsreichen Woiwodschaftsstraße 604, die die Kreisstadt Nidzica (Neidenburg) an der Landesstraße 7 mit der Stadt Wielbark (Willenberg) an der Landesstraße 57 verbindet. Nebenstraßen aus Zimna Woda (Kaltenborn), Grabowo (Groß Grabowen, 1938 bis 1945 Großeppingen) sowie Grabówko (Klein Grabowen, 1938 bis 1945 Kleineppingen) enden in Muszaki.
Am 1. Juli 1900 wurde Muschaken Bahnstation an der neu angelegten Bahnstrecke Neidenburg–Willenberg  (PKP-Linie 225). Bis 1999 wurde die Strecke regulär befahren, danach nur noch sehr eingeschränkt, bis sie wohl 2014 ganz geschlossen wurde.

## Persönlichkeiten
- Jürgen Hövermann (1922–2024), deutscher Geograph
- Friedrich Stachat (* 1938 in Muschaken), deutscher Keramiker
- Hans Ebel (1859–1920), Pfarrer in Muschaken, Gründer des Knabenerziehungsheims Emmaus